# زمین‌لرزه ۲۰۰۲ مولیز
زمین‌لرزه مولیز  در تاریخ ۳۱ اکتبر ۲۰۰۲ میلادی، برابر با ‎۹ آبان ۱۳۸۱، ساعت ۱۰:۳۲:۵۸ به زمان یوتی‌سی در ایتالیا، منطقه مولیز رخ داد. ژرفای این زلزله ۵٫۷ کیلومتر بود، و بزرگی آن ۵٫۷ در مقیاس Mw اعلام شده‌است. زمین‌لرزه به وقت محلی در روز پنج‌شنبه، ساعت ۱۱ روی داده و منطقه زمانی آن یوتی‌سی +۱ بوده‌است (با لحاظ تغییر ساعت تابستانی).
سازمان زمین‌شناسی آمریکا نیز رومرکز این زمین‌لرزه را در مختصات ۴۱°۴۷′۲۰″شمالی ۱۴°۵۲′۱۹″شرقی / ۴۱٫۷۸۹°شمالی ۱۴٫۸۷۲°شرقی و ژرفای آن را در ۱۰ کیلومتر گزارش کرده‌است. بزرگی برگزیدهٔ این سازمان از میان بزرگی‌های محاسبه‌شدهٔ مختلف ۵٫۹ در مقیاس Mw بوده و از دید اثر، در میان چهار دسته‌بندی «نامحسوس»، «محسوس»، «زیان‌آور» یا «با تلفات»، زلزله را «با تلفات» اعلام کرده‌است.در این زمین لرزه ۷۰ درصد خانه‌ها در منطقه Campobasso آسیب دیده‌است.رانش زمین در آن به وجود آمده‌است.
پروژهٔ «تنسور گشتاور مرکزوار» زاویه‌های (راستا، شیب، ریک) گسل سازندهٔ زمین‌لرزه و صفحه عمود بر آن را (°۱۸۰، °۷۹، °۱۱) یا (°۸۸، °۸۰، °۱۶۹) و نوع گسل را «امتدادلغز» فرارسانده‌است.
شمار کشتگان زلزله حدود ۲۹ نفر بوده‌است.تعداد زخمیان ۱۳۵ نفر برآورده شده‌است.بی‌خانمان شدگان نیز ۸۵۰۰ نفر اعلام شده‌است.